# Воробьёв, Олег Иванович
Оле́г Ива́нович Воробьёв (23 апреля 1939, Пермь — 21 ноября 2011, Санкт-Петербург) — советский диссидент, участник правозащитного движения в СССР, политзаключённый.

## Биография
Родился 23 апреля 1939 года в Перми.
Учился в Московском педагогическом институте, затем на филологическом факультете МГУ.
Отчислен из МГУ в 1966 году за участие в демонстрации («митинге гласности») на Пушкинской площади в защиту арестованных писателей А. Синявского и Ю. Даниэля. Работая в фотостудии, занимался воспроизводством «самиздата».
Помещался в психиатрическую больницу в связи с делом Краснова-Левитина, который впоследствии написал об их знакомстве в своих мемуарах.
Арестован 24 сентября 1970 года. Отказался дать показания против Петра Якира и Виктора Красина с которыми поддерживал отношения и получал от них запрещённую литературу. 12 февраля 1971 года приговорён Пермским областным судом по ст. 70 ч.1 УК РСФСР (антисоветская агитация и пропаганда) к 6 годам лишения свободы. По этому же делу осуждён художник Рудольф Веденеев. Наказание отбывал во Владимирской тюрьме и колониях «пермского треугольника» («Пермь-35», «Пермь-36», «Пермь-37»). Принимал активное участие в правозащитных акциях заключенных — голодовках и забастовках, неоднократно помещался в ШИЗО и в ПКТ в лагере, и в карцер — в тюрьме.
9 сентября 1976 года был этапирован в СИЗО г. Калуга для отбытия ссылки, которую отбывал в г. Тарусе. По отбытии её срока был лишён советского гражданства и выслан из СССР. Жил в Западной Германии, сотрудничал с Радио «Свобода».
Реабилитирован в 1992 году. Осудил Якира и Красина за сотрудничество с властями и публичное покаяние.